# Lymeon moratus
Lymeon moratus là một loài tò vò trong họ Ichneumonidae.